# Старый Петергоф (станция)
Ста́рый Петерго́ф — железнодорожная станция Октябрьской железной дороги на участке Санкт-Петербург — Калище. Расположена в одноимённом историческом районе Петергофа (Петродворцовый район Санкт-Петербурга).

## История
Во время Великой Отечественной войны 1941—1945 годов каменные станционные строения были разрушены. Сразу после войны и до середины 1950-х станция не имела никаких построек, деревянные перроны были совершенно пусты. Кассой служил трофейный грузовой вагон, снятый с колёс и поставленный метрах в пятидесяти позади от платформы на Ленинград. В начале 1960-х возведены железобетонные перроны и деревянный павильон, который сгорел осенью 1997 года.
В 1933 году через станцию прошла электрификация от ст. Ленинград-Балтийский до ст. Ораниенбаум-I. Это был первый электрифицированный участок на Октябрьской железной дороге. Тогда напряжение в контактной сети составляло 1,5 кВ постоянного тока.
В 1948 году после разрушений в результате боевых действий во время ВОВ было восстановлено движение электросекций. Были построены две боковые пассажирские высокие платформы и смонтирована новая контактная сеть.
В 1967 году этот участок был переведён на напряжение 3,3 кВ постоянного тока и было запущено движение 10-вагонных электропоездов серий ЭР1 и ЭР2.
В 2003 году в рамках подготовки участка от Балтийского вокзала до Ораниенбаума-I для запуска электропоездов ЭМ2 "Спутник" обе посадочные платформы и контактная сеть реконструированы.
В апреле 2010 года была начата работа автоматизированной системы контроля оплаты проезда, оснащённой турникетами; число касс было увеличено до шести. Летом 2010 года появились устройства громкой связи, объявляющие о прибытии поезда.
По обе стороны от станции — пересадка на городской и пригородный транспорт (автобусные общественные и коммерческие маршруты).

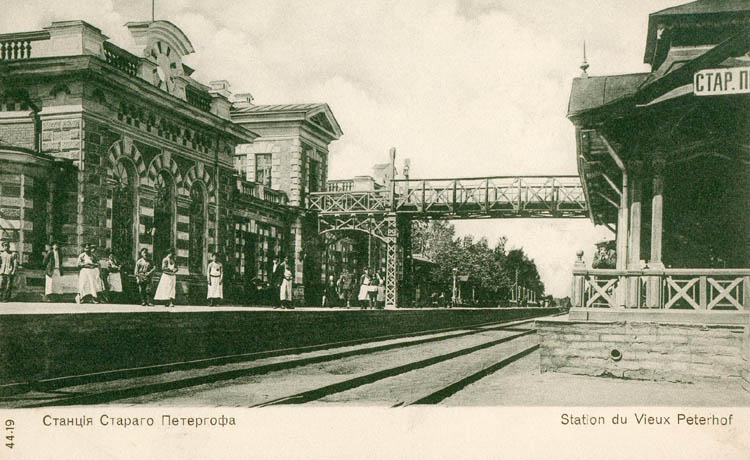
Станция Старого Петергофа до революции 1917 г. Ныне этих зданий и надземного перехода нет
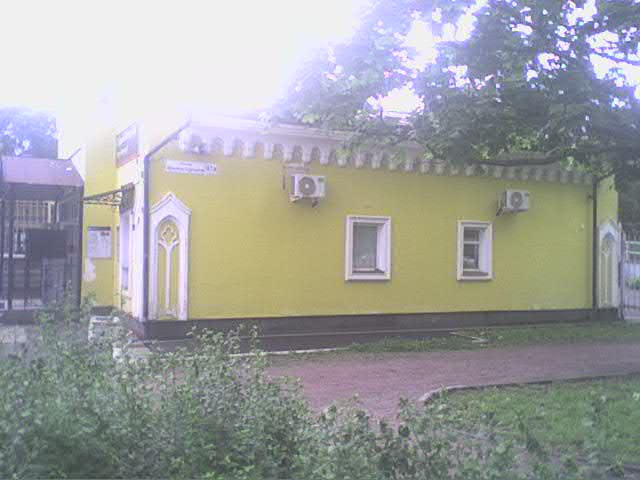
Современный вид вокзала